# Indiens centrala industripolis

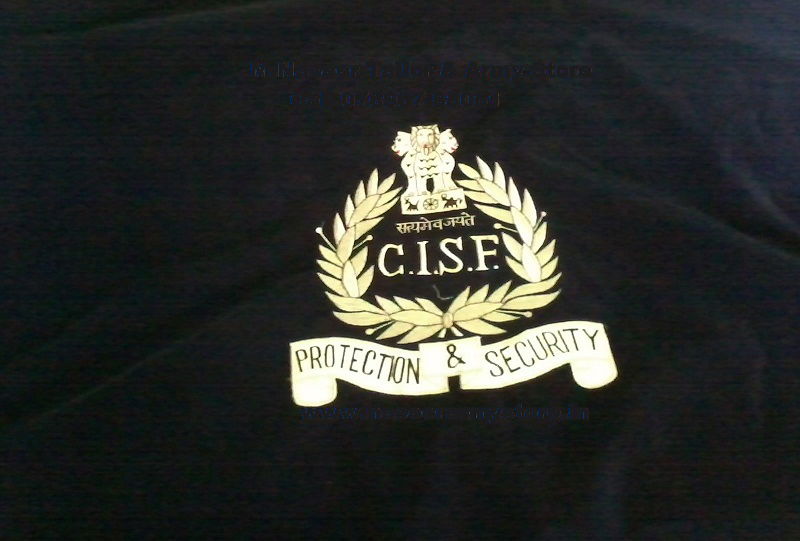

Indiens centrala industripolis (Central Industrial Security Force) CISF, som bildades 1968, är en av Indiens centrala paramilitära styrkor med 105 000 anställda vilken har till uppgift att bevaka kritiska infrastrukturinstallationer.

## Uppdrag

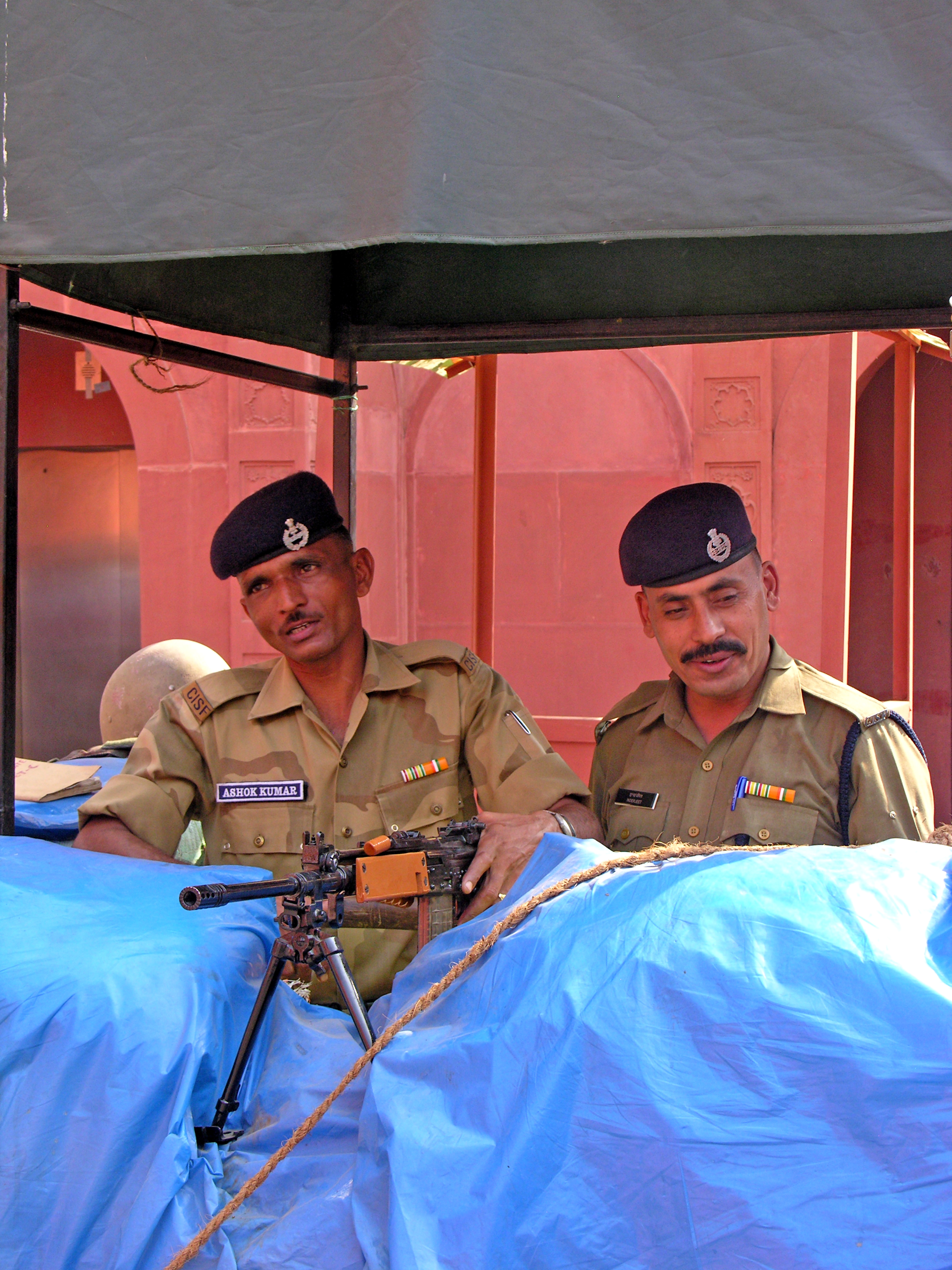
En av den centrala industripolisens posteringar.

- CISF grundades för att skydda Indiens statsföretag vid en tid när den offentliga sektorns industrier var drivkraften i Indiens ekonomi.
- Idag utgör kärnan av verksamheten skydd av kritisk infrastruktur i form av kärnkraftsanläggningar, rymdbaser, flygplatser, hamnar, kraftverk och förvaltningsbyggnader med mera samt riskhantering och personskydd. 277 anläggningar skyddas, varav 56 är flygplatser. 77 brandskyddsenheter med 5 000 anställda har uppgifter inom brandsläckning och förebyggande brandförsvar.
- Efter terroristattackerna i Bombay 2008 har CISF:s mandat utökats till att även omfatta konsultverksamhet för den privata sektorn.

Källa: 

## Organisation
- Force Head Quarters, New Delhi, central ledning
- Air Port Sector, skydd av flygplatser
- Territoriell organisation:
  - North Sector
  - South Sector
  - Eastern Sector
  - Western Sector
  - North East Sector
    - Sektorerna är indelade i sammanlagt 9 zoner.
- Reserve Batallions, 10 centrala insatsstyrkor och 2 katastrofinsatsstyrkor för snabbinsatser.
- Training Institutes, utbildningsorganisationen omfattar en högskola och sex rekrytskolor samt en brandskyddsskola.

Källa: 

## Grader
| Grader                   |
| ------------------------ |
| Director General         |
| Inspector General        |
| Deputy Inspector General |
| Senior Commandant        |
| Commandant               |
| Deputy Commandant        |
| Assistant Commandant     |
| Inspector                |
| Sub-Inspector            |
| Assistant Sub-Inspector  |
| Head Constable           |
| Constable                |

Källa: